# Glenna Cabello
Glenna del Valle Cabello Rondón (Maturín, Estado Monagas, Venezuela, 26 de diciembre de 1959) es una politóloga venezolana.

## Cargos públicos
Glenna ha ocupado posiciones diplomáticas durante la gestión de Nicolás Maduro, incluyendo como consejera de la Misión Permanente de Venezuela ante la Organización de las Naciones Unidas (ONU) y cónsul de Venezuela en París, Francia.

## Vida personal
Su hermano Diosdado Cabello ha sido presidente de la Asamblea Nacional y vicepresidente del Partido Socialista Unido de Venezuela (PSUV). Su hermano José David Cabello se ha desempeñado como ministro para Industrias, director del Centro Nacional de Comercio Exterior (Cencoex) y superintendente del Servicio Nacional Integrado de Administración Aduanera y Tributaria (Seniat).